# Sven Tito Achen
Sven Tito Achen (född 29 juli 1922 i Buenos Aires, Argentina, död 14 november 1986) var en dansk författare och heraldiker. Han gjorde sig känd genom att 1956 vinna 10 000 kr i ämnet heraldik i programmet Kvitt eller dubbelt i dansk TV. Achen stod för ett omfattande författarskap inom området heraldik. Han deltog i grundadet av Societas Heraldica Scandinavica och han var den första redaktören för sällskapets tidskrift, Heraldisk Tidsskrift.